# Вулиця Козацька (Кременчук)
Вулиця Козацька — одна з вулиць Кременчука. Протяжність близько 2400 метрів. До 18 лютого 2016 року мала назву вул. Радянської армії.

## Розташування
Вулиця розташована у Великій Кохнівці. Починається з Полтавського проспекту та прямує на спочатку північний схід, потім на північ.
Проходить через такі вулиці (з початку до кінця):
- Вулиця Володимира Винниченка
- Вулиця Плеханова
- Проспект Лесі Українки
- Рівненський провулок
- Делегатський провулок
- Вулиця Керченська

## Походження назви
За радянських часів вулиця була названа на честь армії СРСР.
У 2016, відповідно до бажання мешканців міста, була перейменована на Козацьку.

## Будівлі та об'єкти
Вулиця забудована переважно приватними одноповерховими будинками. Багатоповерхівки зустрічаються при проході вулиці біля кварталу 278 та наприкінці вулиці біля вулиці Керченської.
- На розі з проспектом Лесі Українки розташовується Спасо-Преображенська церква
- Дитячий школа-садок (у процесі будівництва)
- Навпроти школи-садочка знаходиться сквер